# Madžali Wahabi
Madžali Wahabi (hebrejsky מגלי והבה, arabsky مجلي وهبي;‎ 12. února 1954 Bejt Džan) je izraelský politik a bývalý poslanec Knesetu za strany ha-Tnu'a, Kadima a Likud.

## Biografie
Narodil se 12. února 1954 ve městě Bejt Džan v Izraeli. Vysokoškolské vzdělání bakalářského typu v oboru historie islámu získal na Hebrejské univerzitě, magisterský titul v oboru dějiny nového Blízkého východu získal na Haifské univerzitě. Žije ve městě Bejt Džan, je ženatý, má čtyři děti. Sloužil v izraelské armádě, kde dosáhl hodnosti podplukovníka. Hovoří hebrejsky, arabsky, francouzsky a anglicky. Je členem komunity izraelských Drúzů.

## Politická dráha
Do knesetu nastoupil po volbách roku 2003, tehdy ještě za stranu Likud. Z ní v průběhu funkčního období přestoupil do nové vzniklé formace Kadima. Za ní pak úspěšně kandidoval ve volbách roku 2006 a volbách roku 2009. Ve volebních obdobích 2006–2009 a od roku 2009 zastává funkci místopředsedy parlamentu. V letech 2003–2006 byl členem parlamentního výboru pro ustanovování drúzských soudců, výboru pro zahraniční záležitosti a obranu, výboru pro vzdělávání, kulturu a sport. V letech 2006–2009 působil ve finančním výboru, petičním výboru a ve výboru pro záležitosti vnitra a životního prostředí. Od roku 2009 zastává post člena finančního výboru a parlamentního vyšetřovacího výboru pro integraci arabských zaměstnanců do veřejného sektoru. Předsedal meziparlamentní unii izraelsko-nizozemského přátelství a izraelsko-španělského přátelství.
Od března do června 2005 byl náměstkem v úřadu premiéra, pak v letech 2005–2006 náměstkem ministra školství, kultury a sportu. Od roku 2007 byl náměstkem ministra zahraničních věcí. V únoru 2007 se krátce stal nejvyšším ústavním činitelem, protože prezident Moše Kacav byl mimo úřad a úřadující hlava státu Dalia Icik (předsedkyně parlamentu) na zahraniční cestě. Šlo o první případ, kdy tento post připadl nežidovskému občanovi Izraele.